# 小倉台駅

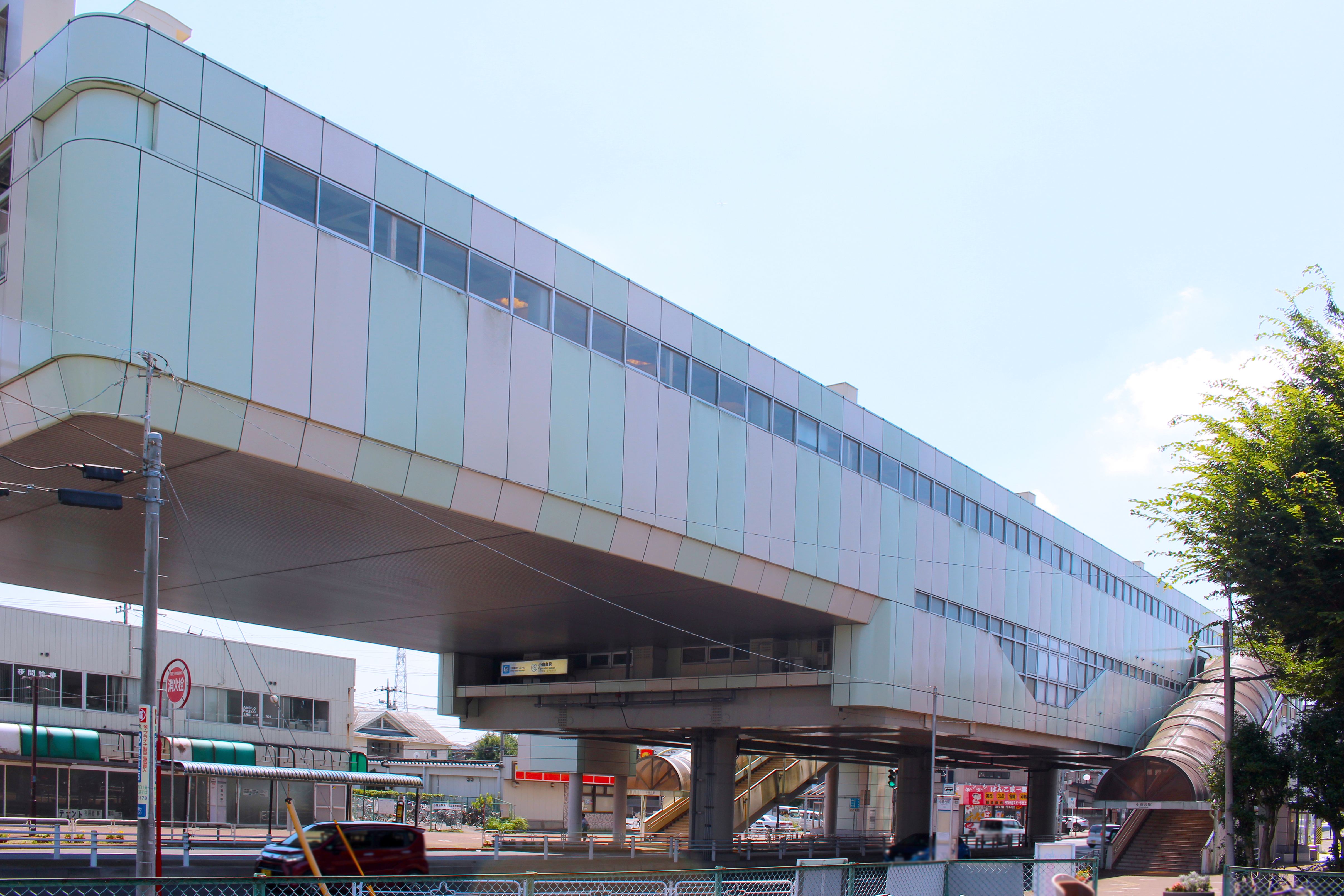
北側出入口（2024年7月）

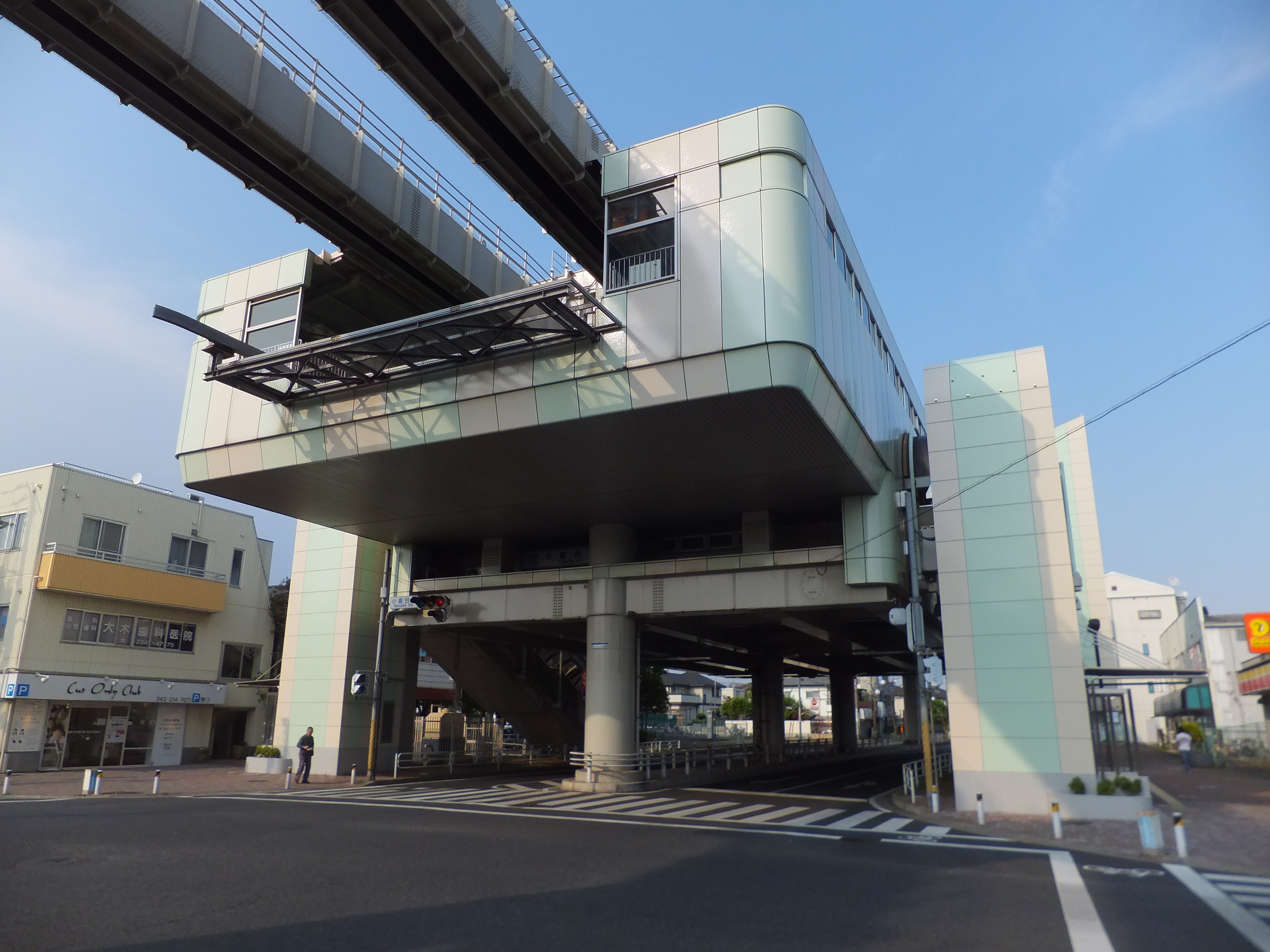
駅舎西側（2012年5月）

小倉台駅（おぐらだいえき）は、千葉県千葉市若葉区小倉台四丁目にある、千葉都市モノレール2号線の駅である。駅番号はCM13。

## 歴史
- 1988年（昭和63年）3月28日 - 開業[1][2]。
- 2009年（平成21年）3月14日 - ICカード「PASMO」の利用が可能となる[3][1]。
- 2023年（令和5年）1月 - トイレの改修工事（洋式化）完了。

## 駅構造
相対式ホーム2面2線を有する高架駅で、バリアフリー設備として地平から改札階へのエレベーター（改札外北側・南側出入口）と、改札階からホームへのエレベーター（改札内）がそれぞれ設置されている。改札口は西側（千葉方面）に1か所あり、自動改札機、自動券売機が設置されている。
出入口は改札外コンコースより北側に1か所（北側出入口）と地平から改札階へのエレベーター1基、南側に1か所（南側出入口）と地平から改札階へのエレベーター1基がある。

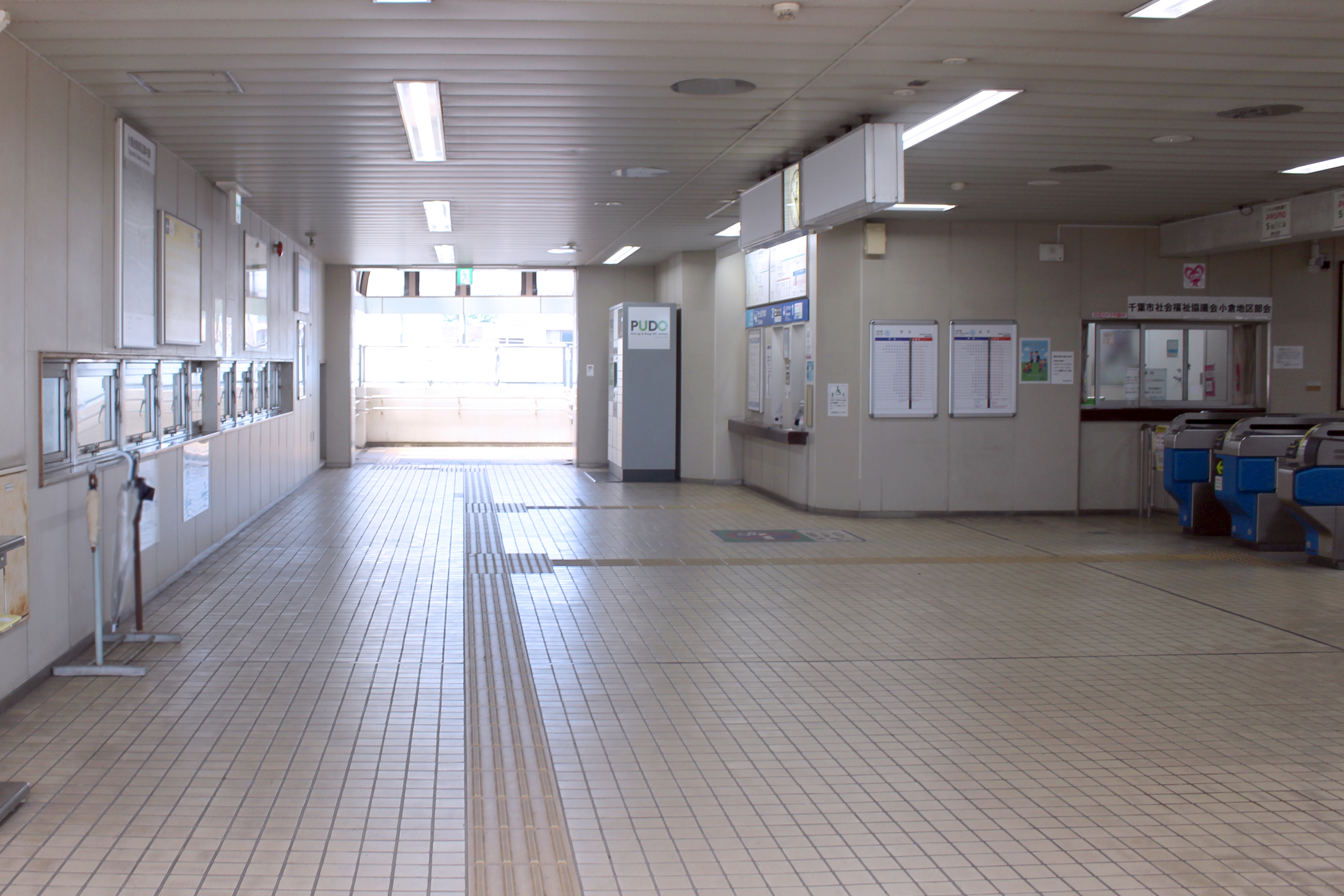
改札外コンコース（2024年7月）
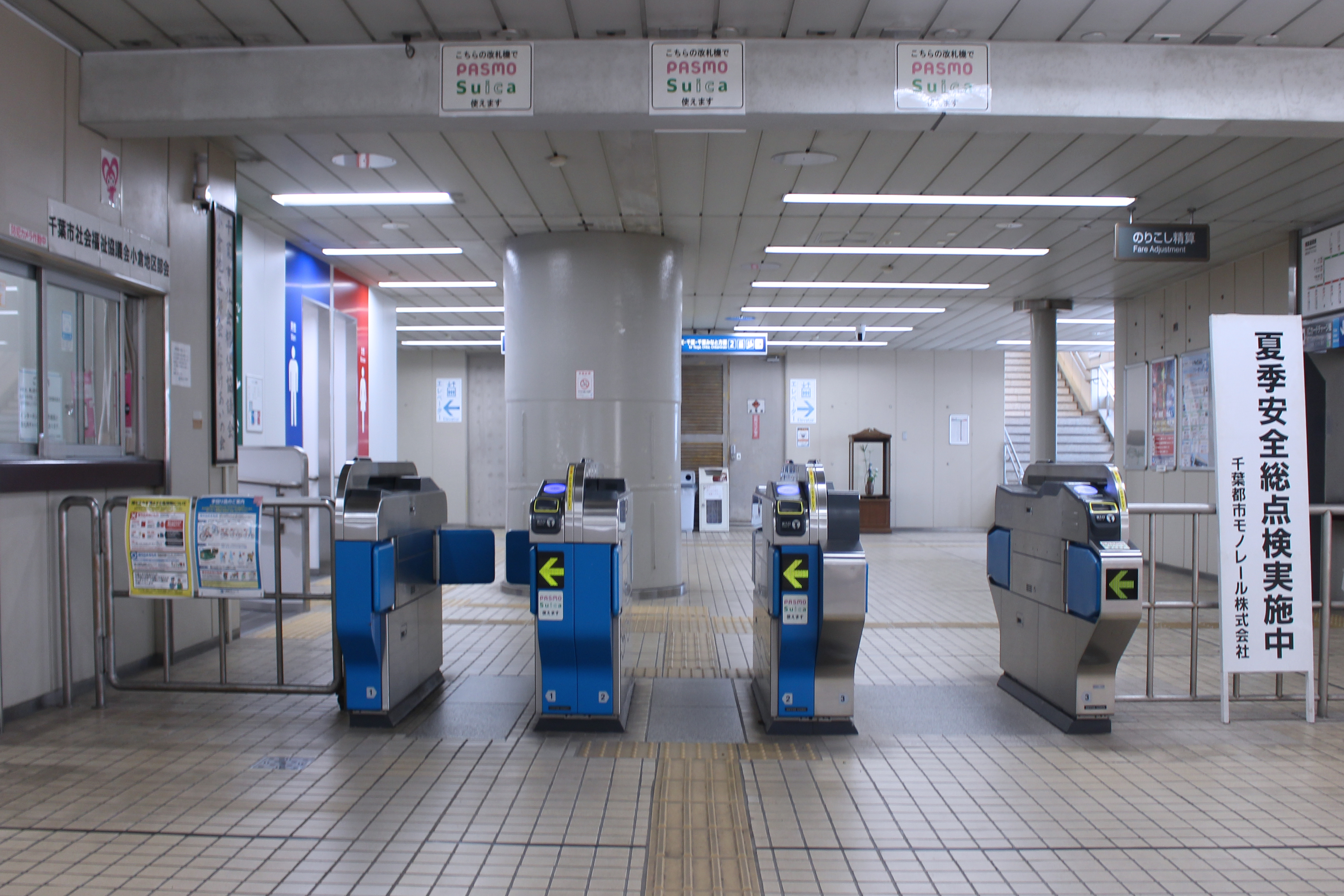
改札口（2024年7月）

### のりば
| 番線 | 路線  | 行先           | 備考                                    |
| ---- | ----- | -------------- | --------------------------------------- |
| 1    | 2号線 | 千城台方面     |                                         |
| 2    | 2号線 | 都賀・千葉方面 | 千葉みなと方面行は千葉駅から1号線へ直通 |

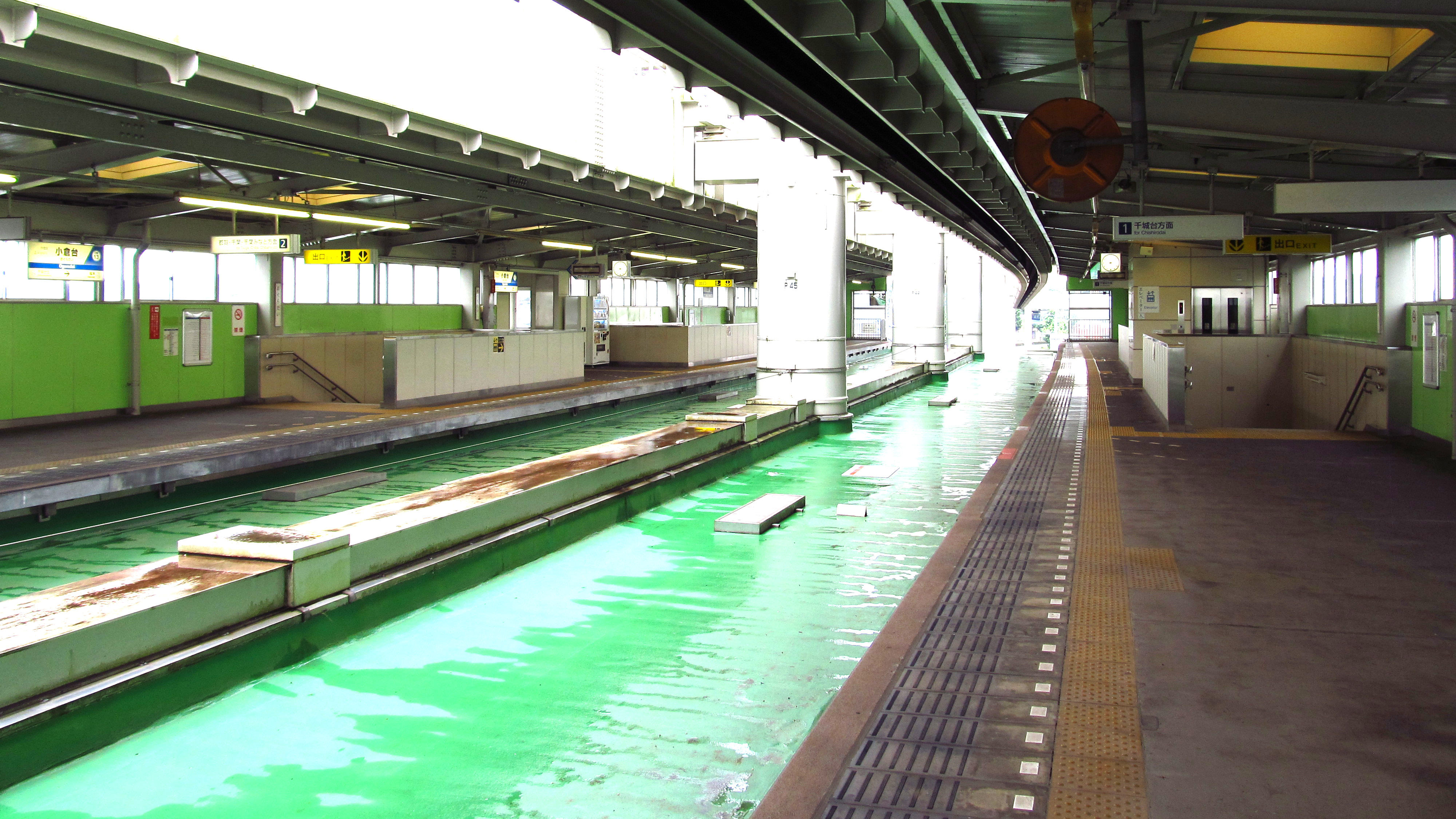
1番線ホーム（2019年7月）
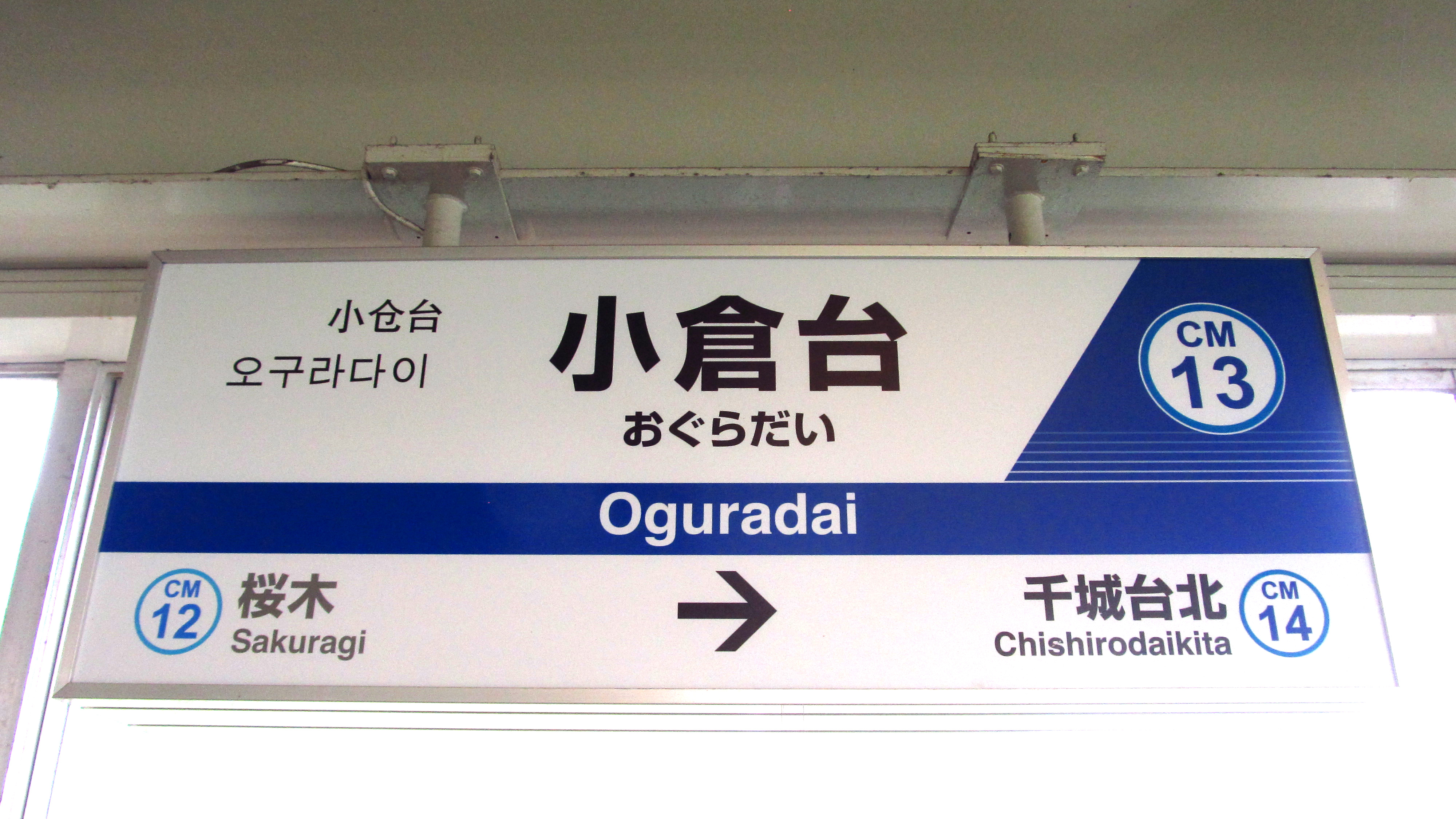
1番線駅名標（2019年7月）
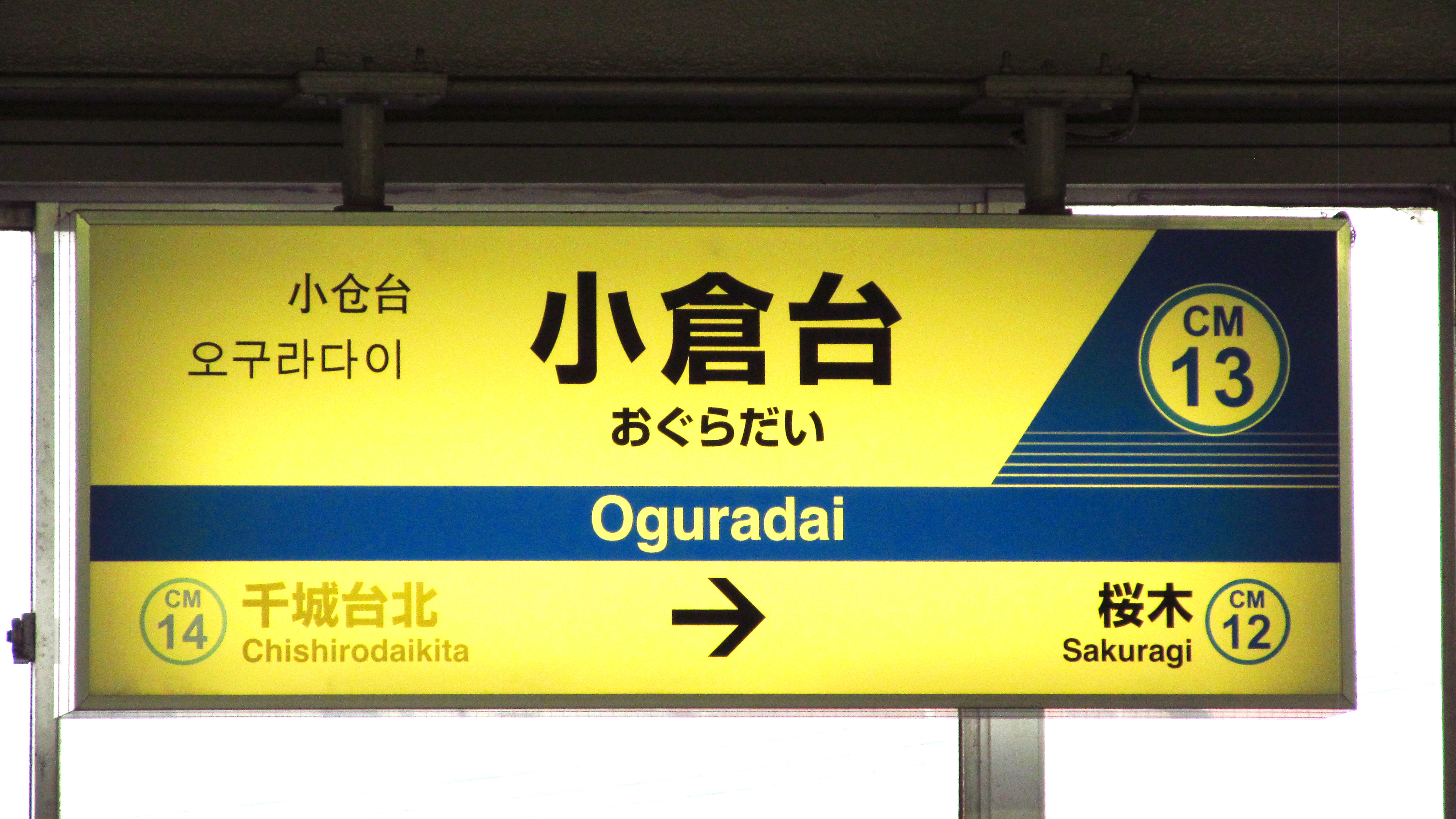
2番線駅名標（2019年7月）

## 利用状況
2023年度の1日平均乗車人員は1,514人である。千葉都市モノレールの駅では、18駅中12位。付近の住民の利用が多い。朝は主に通勤・通学に利用され、昼はお年寄りや子を持つ大人の千葉方面への買物などに利用される。
近年の1日平均乗車人員推移は下記の通り。
| 年度               | 一日平均 乗車人員 |
| ------------------ | ----------------- |
| 1999年（平成11年） | 1,530             |
| 2000年（平成12年） | 1,477             |
| 2001年（平成13年） | 1,386             |
| 2002年（平成14年） | 1,390             |
| 2003年（平成15年） | 1,379             |
| 2004年（平成16年） | 1,308             |
| 2005年（平成17年） | 1,281             |
| 2006年（平成18年） | 1,253             |
| 2007年（平成19年） | 1,267             |
| 2008年（平成20年） | 1,281             |
| 2009年（平成21年） | 1,329             |
| 2010年（平成22年） | 1,317             |
| 2011年（平成23年） | 1,277             |
| 2012年（平成24年） | 1,324             |
| 2013年（平成25年） | 1,404             |
| 2014年（平成26年） | 1,404             |
| 2015年（平成27年） | 1,471             |
| 2016年（平成28年） | 1,484             |
| 2017年（平成29年） | 1,541             |
| 2018年（平成30年） | 1,581             |
| 2019年（令和元年） | 1,582             |
| 2020年（令和02年） | 1,192             |
| 2021年（令和03年） | 1,291             |
| 2022年（令和04年） | 1,417             |
| 2023年（令和05年） | 1,514             |

## 駅周辺

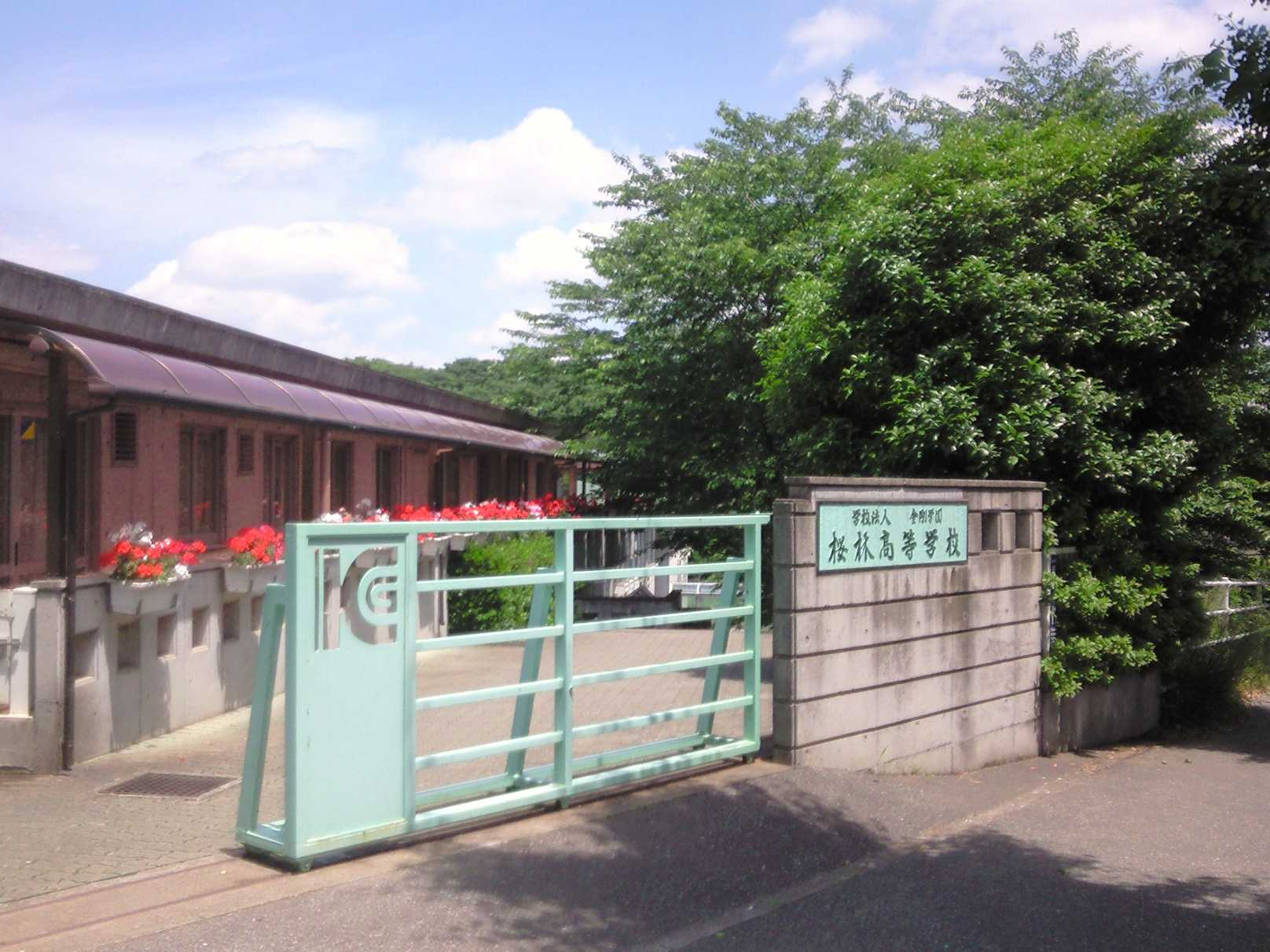
桜林高等学校

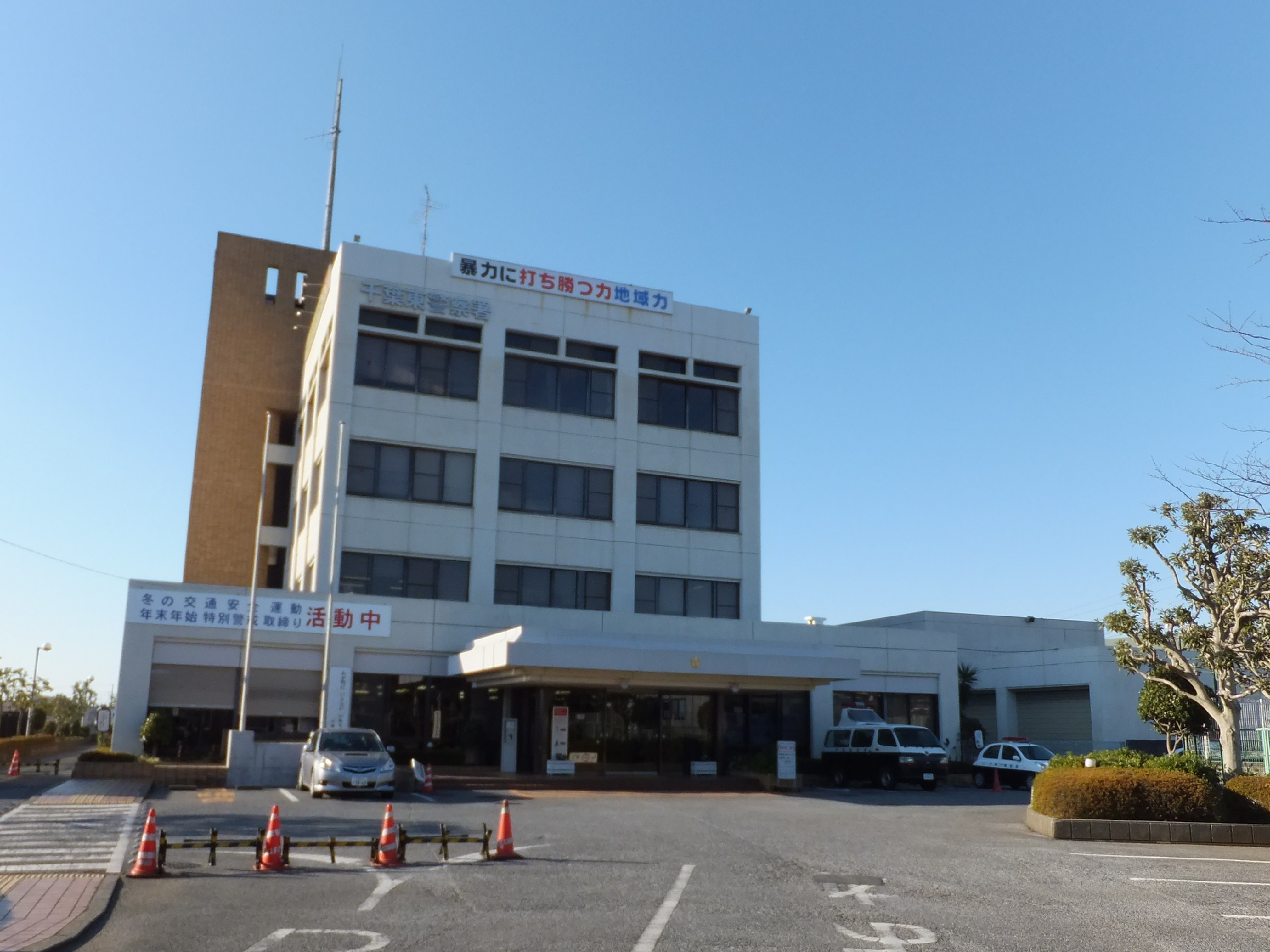
千葉東警察署

駅周辺は閑静な住宅街が広がる。駅西側には小倉いちょう大通りがあり、北側に約1キロメートル（km）進むと国道51号に繋がる。

### 北側出入口方面
- 千葉東警察署 小倉交番
- 千葉市若松公民館
- けいよう農業共済組合千葉NOSAIセンター
- 桜林高等学校
- 千葉市立若松中学校
- 千葉市立小倉小学校
- 篠崎病院
- 千葉小倉台郵便局
- 千葉興業銀行 小倉台支店
- 生鮮小売市場千城小倉台店
- タジマヤ 千葉東店
- なごみの米屋 若松町店
- マツモトキヨシ 千葉若松町店
- ウエルシア薬局 千葉小倉町店
- ロイヤルホームセンター 千葉店
- ボンメゾン 小倉台店
- 文教堂書店 小倉台店
- AOKI 千葉小倉台店
- 縄文小倉の森（滑橋貝塚）
- 小倉台公園
- レストラン ペリカン
- スーパーおっ母さん 小倉台店

### 南側出入口方面
- 千葉中央メディカルセンター
- 千葉加曽利郵便局
- しょいかーご 千葉店
- セイムス  小倉町店

## バス路線
最寄りの停留所は小倉台駅である。
| 系統                       | 主要経由地                           | 行先           | 運行会社             |
| -------------------------- | ------------------------------------ | -------------- | -------------------- |
| 千02                       | 小倉団地入口・市営霊園・道場坂下     | 千葉駅         | 京成バス             |
| 千02                       | 千城台北駅・千城台駅・情報大正門     | 御成台車庫     | 京成バス             |
| 都賀線                     | 小倉団地入口                         | 都賀駅         | 京成バス千葉イースト |
| 都賀線                     | 千城台北駅入口・千城台高校・大宮団地 | 鎌取駅         | 京成バス千葉イースト |
| マイタウン・ダイレクトバス |                                      | 東京駅八重洲口 | 京成バス             |

## 隣の駅
千葉都市モノレール
 2号線
桜木駅（CM12） - 小倉台駅（CM13） - 千城台北駅（CM14）